# Dimitrovgrad
Dimitrovgrad (cyr. Димитровград, do 1950 roku Цариброд, Caribrod) – miasto w Serbii, w okręgu pirockim, siedziba gminy Dimitrovgrad. Leży przy granicy z Bułgarią. W 2011 roku liczyło 6278 mieszkańców.